# Rick và Morty
Rick and Morty là một phim hoạt hình người lớn khoa học viễn tưởng sitcom của Mỹ do Justin Roiland và Dan Harmon sáng tác cho khung chương trình đêm khuya của Cartoon Network Adult Swim. Loạt phim kể về sự bất hạnh của nhà khoa học điên Rick Sanchez và cháu trai tốt bụng nhưng hay cáu kỉnh Morty Smith, người đã chia sẻ thời gian giữa cuộc sống gia đình và cuộc phiêu lưu.
Roiland lồng tiếng cho các nhân vật cùng tên, với Chris Parnell, Spencer Grammer và Sarah Chalke lồng tiếng cho các thành viên còn lại trong gia đình. Sê-ri bắt nguồn từ một phim hoạt hình phim nhại ngắn của Back to the Future, được tạo bởi Roiland cho Kênh 101, một liên hoan phim ngắn do Harmon thành lập. Bộ phim đã được các nhà phê bình đánh giá cao về tính độc đáo, sáng tạo và hài hước.
Bộ này đã được chọn cho thêm bảy mươi tập qua số lượng phần không xác định, bắt đầu bằng phần 4. Phần bốn được công chiếu vào ngày 10 tháng 11 năm 2019, và bao gồm mười tập.